# Der Mörder kam um Mitternacht
Der Mörder kam um Mitternacht (Originaltitel Un témoin dans la ville) ist ein Thriller des französischen Regisseurs Édouard Molinaro aus dem Jahr 1959. In dem Thriller spielen u. a. Lino Ventura, Franco Fabrizi und Jacques Berthier. Nicht Lino Ventura jagt diesmal den Verbrecher, sondern er selbst fällt am Ende einer nächtlichen Treibjagd durch Paris einer Meute von Taxifahrern zum Opfer. Im Stile eines Film noir verschmelzen dabei die Protagonisten in packenden s/w-Bildern mit dem Labyrinth der Straßen.

## Handlung
In einer ersten Sequenz stößt der Industrielle Pierre Verdier seine Geliebte Jeanne nachts aus einem fahrenden Zug, welche daraufhin stirbt, wird angeklagt, aber zum Unmut des Richters reichen die Beweise für eine Eröffnung des Verfahrens nicht aus. Er wird vorläufig freigelassen. Nach einem Unfall mit dem Auto begibt er sich nachts zu Fuß nach Hause.
Gleichzeitig schleicht sich Ancelin, der Ehemann der Getöteten, in das Haus Verdiers, findet u. a. den Koffer seiner Frau und wartet auf Verbier, um ihn zu töten. Verbier erreicht sein Haus und ordert ein Taxi. Dabei entdeckt er ein Photo Jeannes auf einem Tischchen, welches Ancelin dort postiert hat. Jetzt ist er sich sicher, dass Ancelin im Haus ist. So treffen sie aufeinander und Anclein verübt einen vermeintlich perfekten Mord, den er als Selbstmord Verbiers inszeniert.
Als Ancelin das Haus verlässt, läuft er aber dem inzwischen eingetroffenen Taxifahrer unverhofft in die Arme und verschwindet in der Nacht. Kurze Zeit später kehrt er um: Der Taxifahrer könnte Zeuge sein, so will er auch ihn umbringen. Doch der Taxifahrer entfernt sich vom Ort des Geschehens. Jetzt setzt Ancelin alles daran, den Taxifahrer ausfindig und unschädlich zu machen.
Die dramatische Jagd – in der U-Bahn, mit dem Taxi durch die Straßen und zu Fuß – im nächtlichen Paris beginnt ...

## Kritiken
Auf fernsehserien.de heißt es: „Die minimale Handlung, die wie in Echtzeit zu verlaufen scheint, wird durch die Saxofonklänge des Jazzmusikers Barney Wilen zusätzlich melancholisch aufgeladen. Das harte Schwarz-Weiß der Bilder verweist auf den amerikanischen Film noir, in dessen Tradition 'Der Mörder kam um Mitternacht' steht.“
Der Filmdienst schreibt: „Spannender Kriminalfilm mit bemerkenswerter Gestaltung von Licht und Schatten.“
Cinema meint: „Dem späteren Komödienprofi Edouard Molinaro ('Ein Käfig voller Narren') gelang in diesem Frühwerk ein starker Noir-Thriller. Trotz humorvoller Szenen im Milieu der Pariser Taxifahrer entwickelt der exquisit fotografierte Film die Wucht einer antiken Tragödie.“
Und kino-rezensionen.de formuliert: „Wie für einen Film Noir üblich, ist es das Porträt der Stadt und der Menschen, das viel zur Wirkung der Geschichte beiträgt. Die Bilder von Kameramann Henri Dacaë, dessen Karriere Projekte beinhaltet wie Nur die Sonne war Zeuge, Sie küßten und sie schlugen ihn und Vier im roten Kreis, tragen einen nicht unwesentlichen Teil dazu bei, diese undurchsichtige, teils auch labyrinthische Sicht der Welt zu zeigen, in der sich die Figuren immer mehr verfangen und aus der es kein Entkommen mehr gibt, hat man sich einmal in deren Dunkelheit begeben.“